# هنریتا ماری
هنریتا ماری (به انگلیسی: Henrietta Marie) یک کشتی بود که طول آن 60 to 80 feet بود.